# Jaskinia między Żleby
Jaskinia między Żleby (Tunel pod Zimną, Tunel Pawlikowskiego, Dziura Między Żleby) – jaskinia w Dolinie Kościeliskiej w Tatrach Zachodnich. Ma dwa otwory wejściowe znajdujące się w Organach, w pobliżu Jaskini Mroźnej i Jaskini Zimnej, powyżej Szczeliny pod Tunelem Pawlikowskiego, na wysokości 1101 m n.p.m. Jaskinia jest pozioma, a jej długość wynosi 19 metrów.

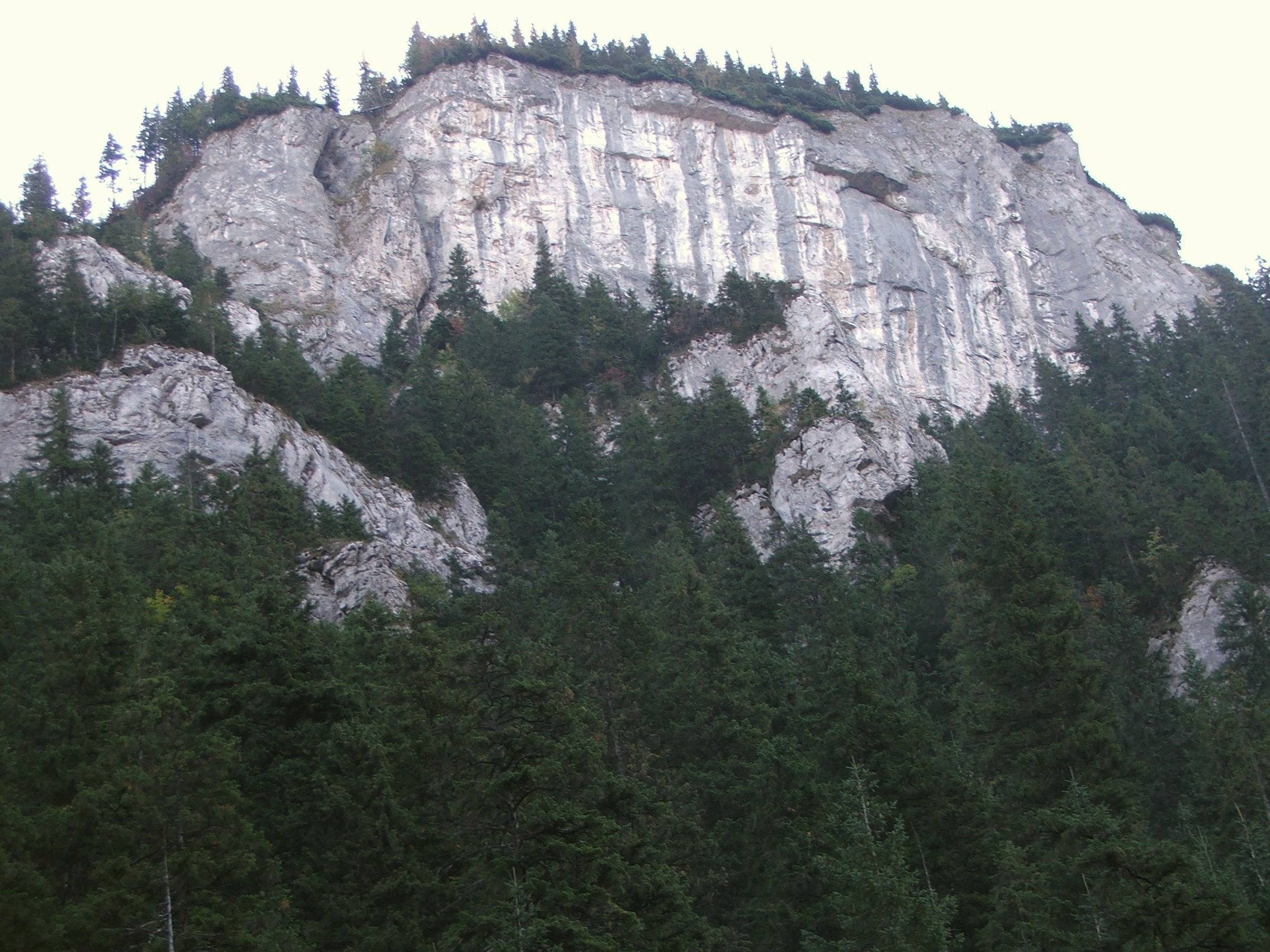
Organy w Dolinie Kościeliskiej

## Opis jaskini
Jaskinię stanowi tunel przebijający na wylot żebro skalne w Organach.
Od otworu północnego idzie się korytarzem, który zwęża się i przechodzi w szczelinę. Po paru metrach łagodnie zakręca i doprowadza do obszernego otworu południowego.

## Przyroda
W jaskini w niewielkiej ilości występują nacieki grzybkowe i mleko wapienne.
W tunelu można spotkać mchy, glony i porosty.

## Historia odkryć
W 1887 roku jaskinię opisał Jan Gwalbert Pawlikowski, który zwiedził ją w 1885 roku. Nazwał ją Tunel pod Zimną. Tunelem Pawlikowskiego natomiast nazwał ją Stefan Zwoliński, który był w niej w latach trzydziestych XX wieku.
8 września 1951 roku Kazimierz Kowalski sporządził plan i opis jaskini pod nazwą Dziura między Żleby.